# Кримський референдум (1994)
27 березня 1994 року в Республіці Крим пройшов референдум, формально названий опитуванням, одночасно з виборами до регіонального та українського парламентів. На голосування було винесено три питання:
1. Про розширення повноважень місцевих органів влади,
2. Чи слід постійним жителям Криму мати подвійне громадянство (Росії та України),
3. Чи повинні укази Президента Криму мати статус законів.

На всі три питання більшість учасників голосування дали позитивну відповідь. У референдумі взяли участь 1,3 млн осіб . Явка склала близько 60 % .

## Причини референдуму
5 травня 1992 року Верховна Рада Автономної Республіки Крим прийняла акт про державну незалежність, затвердження якого передбачалося на референдумі, запланованого на серпень 1992 року. Проте 13 травня 1992 року український парламент визнав цей акт неконституційним і встановив термін до 20 травня 1992 року для його скасування. Відповідно, Верховна Рада Криму скасувала декларацію незалежності, але референдум не скасувала, а перенесла на пізніший термін.
Ідея про проведення референдуму була знову озвучена в січні 1994 року перед обранням 4 лютого 1994 Юрія Мєшкова Президентом Республіки Крим . Хоча ЦВК України і Президент України Леонід Кравчук назвали референдум незаконним, він все-таки відбувся.
10 березня 1994 року президент Республіки Крим Юрій Мєшков видав Указ «Про проведення опитування громадян Республіки Крим 27 березня 1994 року» .
Період протистояння влади Криму і центрального уряду України, під час якого пройшов референдум, Олег Габрієлян охарактеризував як період правової нестійкості, що супроводжувався проникненням криміналу у владу і втратою власності місцевими органами влади  .

## Результат голосування

### Збільшення автономії
|  | Ви за відновлення положень Конституції Республіки Крим від 6 травня 1992 року, яка визначала взаємини між Республікою Крим і України на основі Договору та угоди? |

| Варіант відповіді               | %    |
| ------------------------------- | ---- |
| за                              | 77,9 |
| проти                           | 22,1 |
| Недійсних та зіпсованих бланків | -    |
| всього                          | 100  |

### Подвійне громадянство
|  | Ви за проголошення права громадян Республіки Крим на подвійне громадянство? |

| Варіант відповіді               | %    |
| ------------------------------- | ---- |
| за                              | 82,8 |
| проти                           | 17,2 |
| Недійсних та зіпсованих бланків | -    |
| всього                          | 100  |

### Статус указів Президента Республіки Крим
|  | Ви за надання указам Президента Республіки Крим з питань, тимчасово не врегульованих законодавством Республіки Крим, сили законів? |

| Варіант відповіді               | %    |
| ------------------------------- | ---- |
| за                              | 77,9 |
| проти                           | 22,1 |
| Недійсних та зіпсованих бланків | -    |
| всього                          | 100  |

## Наслідки
Хоча більша частина населення Криму проголосувала за ці зміни, Верховна Рада України 17 березня 1995 року законом «Про скасування Конституції і деяких законів Автономної Республіки Крим» скасувала Конституцію Криму і посаду президента Криму, незважаючи на демократичне волевиявлення . Крим отримав нову конституцію в 1998 році, яка обмежила автономію Республіки Крим. Кримські чиновники згодом прагнули відновити повноваження .
Протягом 1990-х років багато депортованих 1944 року кримських татар та їх нащадків повернулися до Криму . Проте, кримські татари також протестували проти нової конституції 1998 року, відзначаючи, що Конституція Автономної Республіки Крим повинна містити гарантії політичного представництва кримських татар у кримському парламенті і в органах місцевого самоврядування, гарантії рівноправності кримськотатарської мови наряду з українською та російською мовами, а також гарантії реальної участі кримських татар у економічному та культурному житті Криму. Кримські татари протестували проти нової Конституції, підкреслюючи, що не були враховані інтереси понад 260 000 кримських татар .